# Policijski pas
Policijski službeni pas (imenovan tudi lahko "pištolski pas" ali "opasač") je pas običajno izdelan iz najlona ali usnja uporablja ga policija, slovenska vojska, in druge varnostne službe, za lažje nošenje opreme v za to namenjenim torbicah, ki so pritrjene na pas in so priročno dosegljive kadar potrebujemo opremo. Na pasu se nosi razno uporabno opremo,kot je npr. pištolo, lisice, plinski razpršilec, radijsko postajo in drugo..
Službeni pas se je začel uporabljati v zgodnjih letih 20. stoletja namesto da bi se oprema nosila v žepih ali v dodatnih vrečah. Prvi službeni pasovi so bili večinoma narejeni iz črno obarvanega usnja s preprostimi torbicami in pritrdilnimi sredstvi. Z uporabo službenih pasov pa je v današnjem času nastal problem,ker vsa oprema na pasu pogosto tehta tudi več kot 9kg, se pri nekaterih uporabnikih pojavlajo razne zdravstvene težave, kot npr. kronične težave s hrbtom, s tem se pa tudi zmanjšuje efektivnost uporabnikov na dolžnosti.